# Jutiapa (tỉnh)

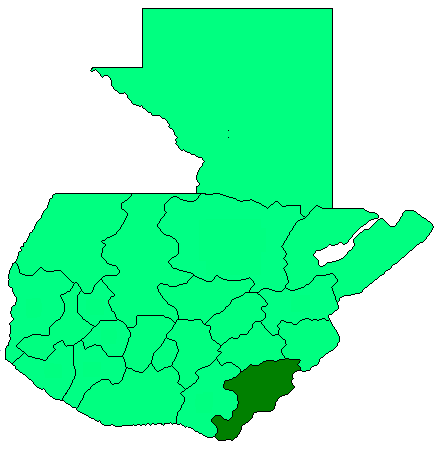
Jutiapa

Jutiapa là một tỉnh của Guatemala giáp biên giới với các tỉnh Santa Ana và Ahuachapán của El Salvador và Thái Bình Dương. Tỉnh lỵ là thành phố Jutiapa. Tỉnh này có dân số khoảng 400.000 người, chủ yếu là người gốc Âu và Phi.

## Các đô thị
1. Agua Blanca
2. Asunción Mita
3. Atescatempa
4. Comapa
5. Conguaco
6. El Adelanto
7. El Progreso
8. Jalpatagua
9. Jerez
10. Jutiapa
11. Moyuta
12. Pasaco
13. Quezada
14. San José Acatempa
15. Santa Catarina Mita
16. Yupiltepeque
17. Zapotitlán